# 劉培森
劉培森（1956年11月17日—），臺灣建築師，現開設個人建築師事務所。
劉培森在台灣接受小學教育後，前往香港就讀中學，之後獲得法國巴黎建築學院學士、美國麻省理工學院建築碩士、法國巴黎建築學院博士；是台灣少數同時接受美國與歐陸建築教育的建築師。之後曾在宗邁建築師事務所、中原大學建築系任職，現開設個人事務所「劉培森建築師事務所」。

## 作品節選
- 高雄展覽館[4]
- 高雄市立圖書館總館[5]
- 台中市政府
- 台中市議會
- 國家教育研究院
- 交通部運輸研究所
- 國立東華大學校園規劃
- 長庚大學校園規劃
- 苗栗客家文化中心

## 個人生活
劉培森的父親劉侃如曾擔任臺灣電視公司總經理（1974年－1980年）、中華民國駐韓大使館新聞參事。
劉培森於1989年和台灣企業家，台塑集團創辦人王永慶的女兒王瑞慧結婚（已離異），兩人育有一子一女。

## 外部連結
- 劉培森建築師事務所網站 （页面存档备份，存于）